# Jurga
Jurga (ryska Юрга́) är en stad i Kemerovo oblast i Ryssland. Staden har en yta på 59,91 km2, och den hade 81 139 invånare år 2015.